# Phyllothelys paradoxum
Phyllothelys paradoxum es una especie de mantis de la familia Mantidae.

## Distribución geográfica
Se encuentra en Birmania.